# Sukh Dhaliwal
Pour les articles homonymes, voir Dhaliwal.
Sukh Dhaliwal (né le 1er octobre 1960 au Penjab en Inde) est un homme politique canadien en Colombie-Britannique. 

## Biographie
Sikh originaire du Penjab, en Inde, Dhaliwal émigre au Canada en 1984 et devient citoyen canadien trois ans plus tard. Il fut député à la Chambre des communes du Canada, représentant la circonscription britanno-colombienne de Newton—Delta-Nord sous la bannière du Parti libéral du Canada de 2006 à 2011, lorsqu'il fut défait par le néo-démocrate Jinny Sims dans l'élection fédérale du 2 mai 2011.